# Herbert Groethuysen

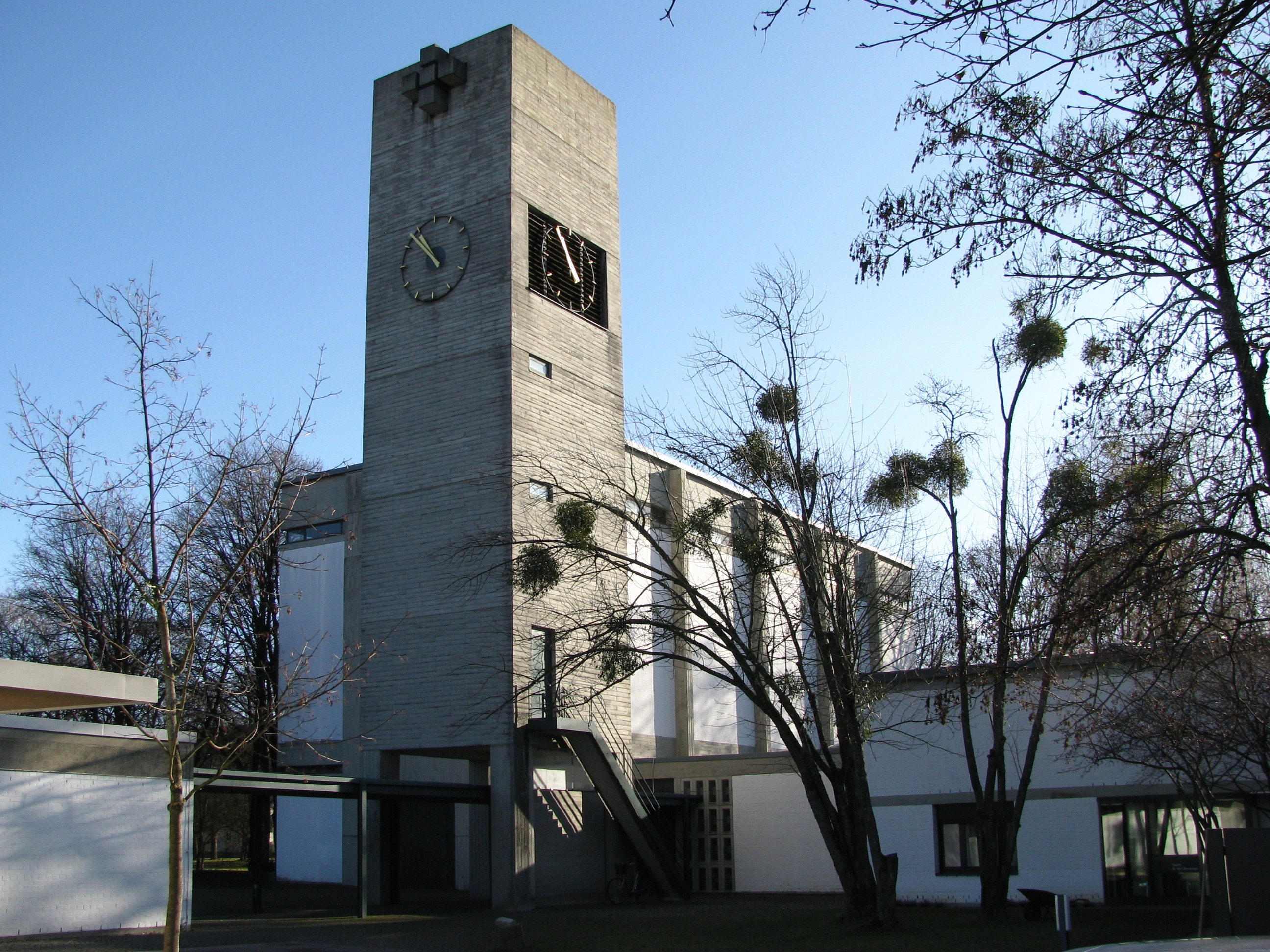
St. Karl Borromäus, Fürstenried Ost (1963)

Herbert Groethuysen (* 19. August 1921 in München; † 30. Dezember 2020) war ein deutscher Architekt.

## Werdegang

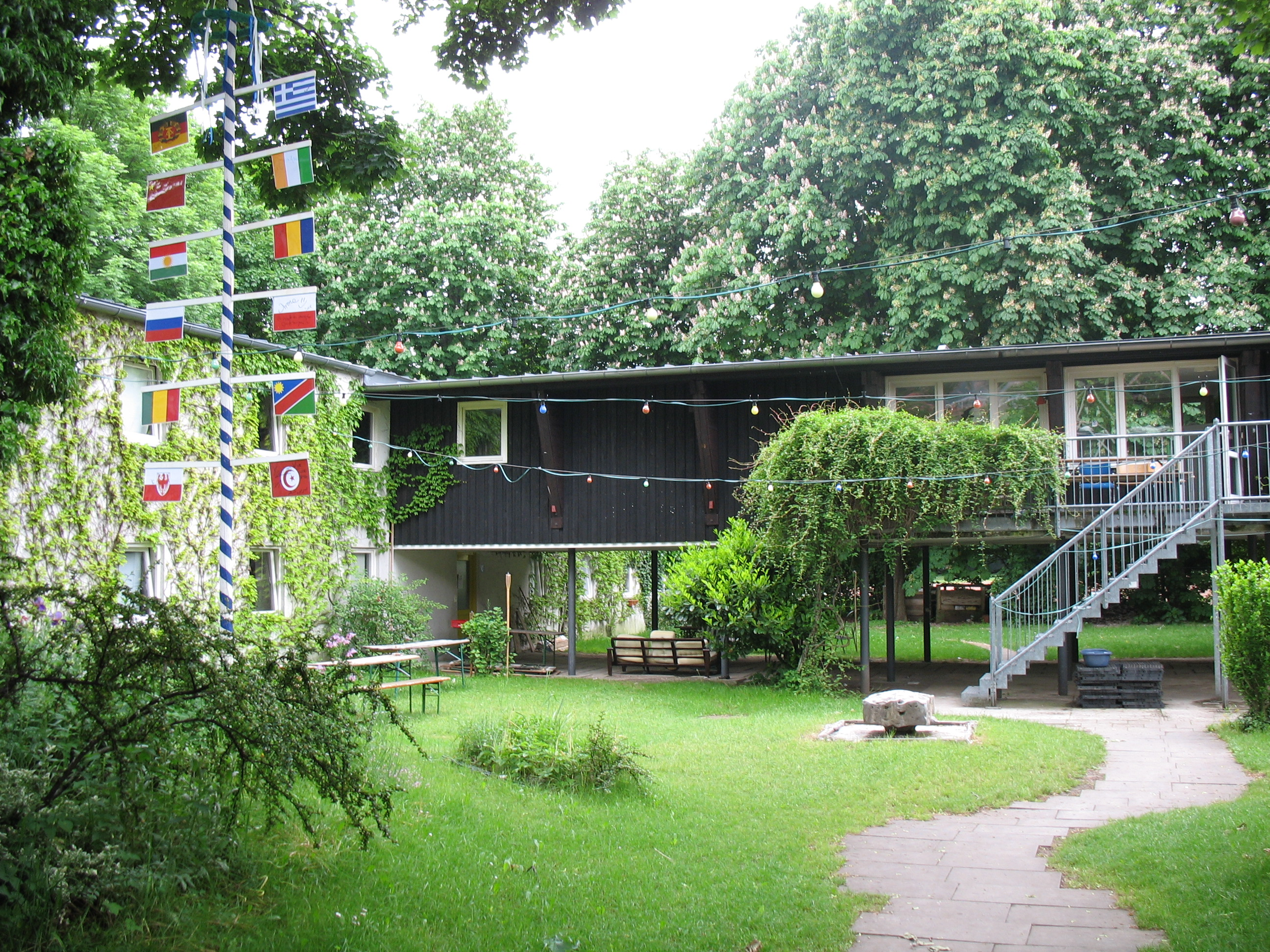
Wohnheimsiedlung Maßmannplatz (1948–1951)

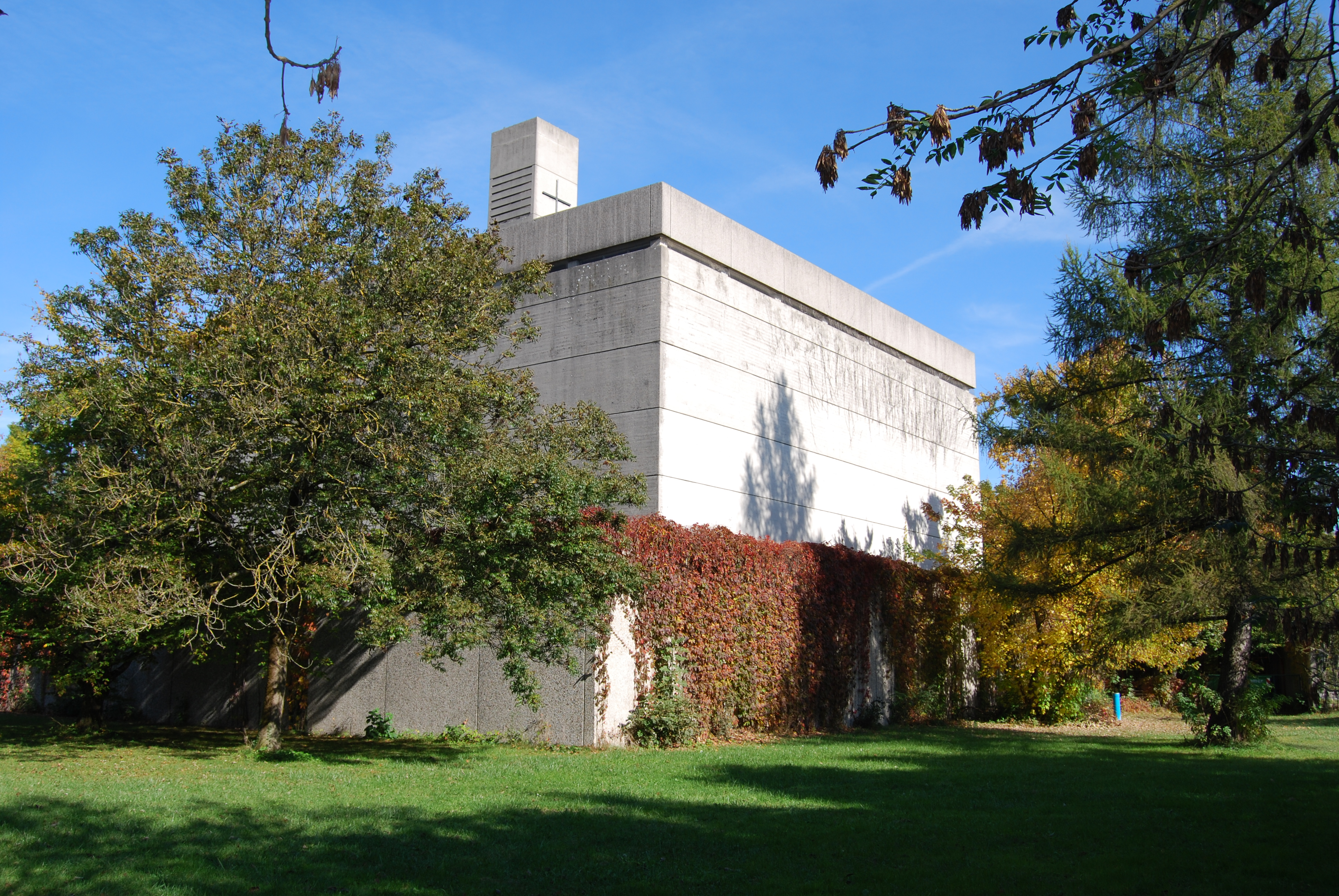
St. Mauritius, München (1967)

Nach dem Zweiten Weltkrieg studierte Groethuysen an der Technischen Hochschule München Architektur. Gemeinsam mit Erik Braun, Wolfgang Fuchs, Herbert Groethuysen, Gordon Ludwig, Jakob Semmler, Grete und Werner Wirsing arbeitete er in den 1950er Jahren im Baubüro des Bayerischen Jugendsozialwerks mit dem Ziel, eine moderne Architektur im sozialen Wohnungsbau zu verwirklichen. Ein wichtiges Projekt war die „Wohnheimsiedlung für Jungarbeiter und Studenten Maßmannplatz“, die in direkter Zusammenarbeit mit den Studenten und Arbeitern zunächst ohne Baugenehmigung, jedoch von den Behörden geduldet und von den US-amerikanischen Besatzungstruppen unterstützt, zwischen 1948 und 1951 errichtet wurde.
Anschließend gründete Groethuysen zusammen mit Alexander von Branca ein Architekturbüro, das unter anderem 1953–1955 ein Kloster mit Klosterkirche Herz Jesu, die erste Stahlbetonkirche Münchens, Mädchenwohnheim und Kindertagesstätte an der Buttermelcherstraße sowie ein Servitinnen-Kloster an der Herzogspitalstraße erbaute. Ab 1954 realisierte er im Einzelbüro Wohnhäuser in Gauting, Grünwald, Planegg und Söcking, das Truderinger Polizeirevier, Sozialwohnungen in Kleinhadern, Schwabing und am Hasenbergl sowie die Kirche St. Karl Borromäus in Fürstenried Ost.
Von 1960 bis 1973 arbeitete er mit Gernot Sachsse und Detlef Schreiber zusammen. Zu den Bauwerken aus dieser Periode gehört die Wohnanlage am Rondell-Neuwittelsbach, die Feuerwache 2, das Institut für Tierernährung in Weihenstephan, die katholische Pfarrkirche St. Mauritius in Moosach, Wohnungen und Supermarkt in Neuperlach sowie die Kirche Zur heiligen Familie in Geretsried. Am bekanntesten und umstrittensten war jedoch das Verwaltungsgebäude des Süddeutschen Verlags am Färbergraben, das „Schwarze Haus“, dessen Aufnahme in die Denkmalliste 2007 kontrovers diskutiert wurde, das jedoch mittlerweile abgerissen wurde.
Ende der 1960er Jahre verwirklichte er mit der von ihm mit gegründeten Generalplanungsgesellschaft Plan GmbH das Messezentrum Nürnberg. In den 1970er Jahren war er an der Sanierung der Altstadt von Landsberg am Lech beteiligt sowie zusammen mit Joachim Böttinger und Werner Wirsing am Neubau der Messehalle 4 der Messe Frankfurt. In den 1990er Jahren errichtete er dann die Pfarrkirche St. Elisabeth in Haidhausen.
1953 wurde Groethuysen in den Deutschen Werkbund berufen. 1958 wurde er in den Bund Deutscher Architekten berufen.
Die Bauwerke von Groethuysen wurden von der Architekturfotografin Sigrid Neubert aufgenommen.
Groethuysen war neben Alexander von Branca, Erik Braun, Wolfgang Fuchs, Max Hoene, Gordon Ludwig, Hans Maurer, Theodor Müller, Sep Ruf, Jakob Semler, Gerd Wiegand und Werner Wirsing Mitglied der Arbeitsgruppe Neues Bauen im Deutschen Werkbund Bayern.
Das Kirchenzentrum St. Mauritius in Moosach ist ein wichtiger brutalistischer Bau.
Die 1963/64 errichtete katholische Pfarrkirche St. Karl Borromäus in Fürstenried Ost wurde in der Liste der Bayerischen Baudenkmäler aufgenommen.
Groethuysen starb im Alter von 99 Jahren.

## Bauten

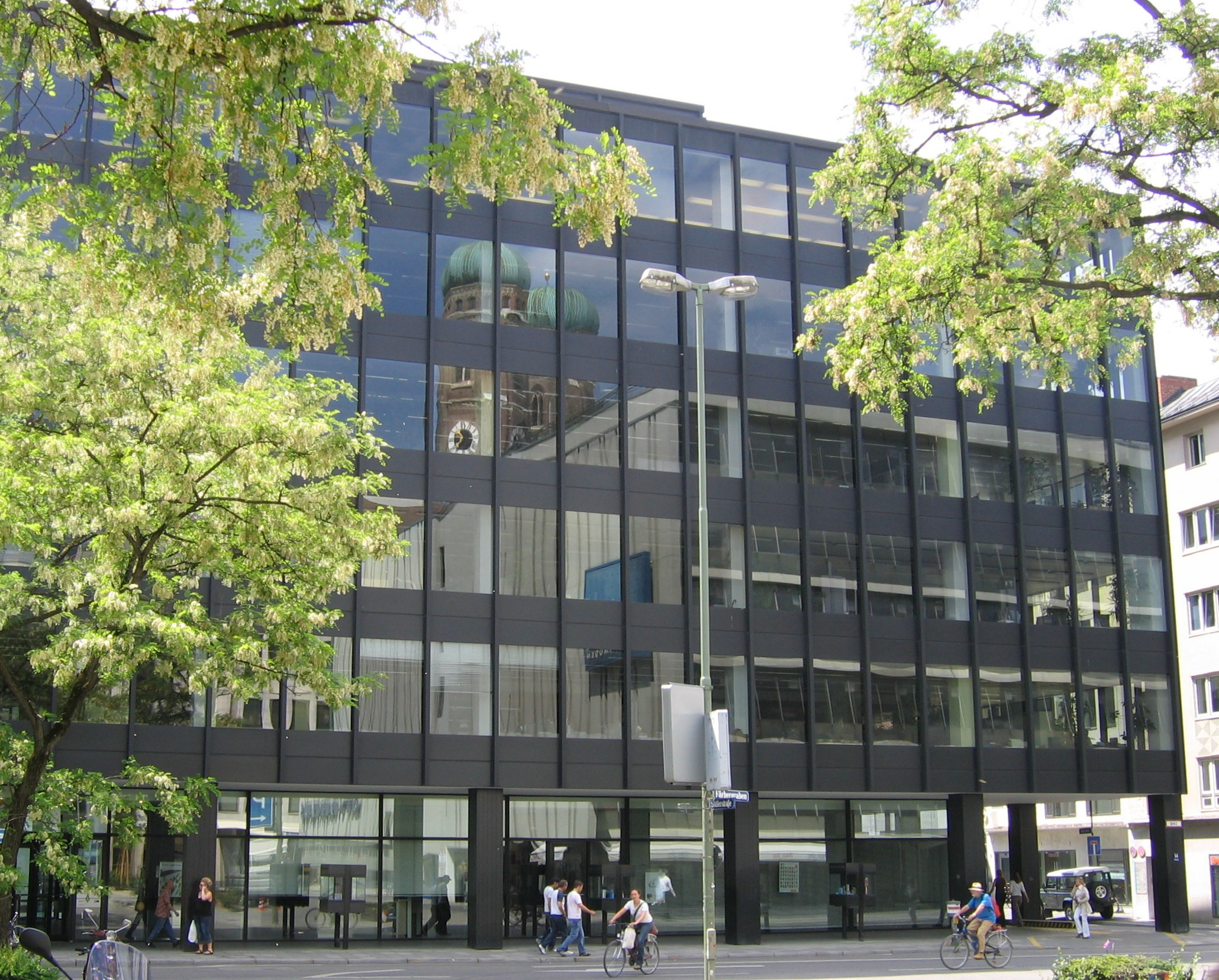
Schwarzes Haus, München (1970)

als Mitglied am Baubüro des Bayerischen Jugendsozialwerk:

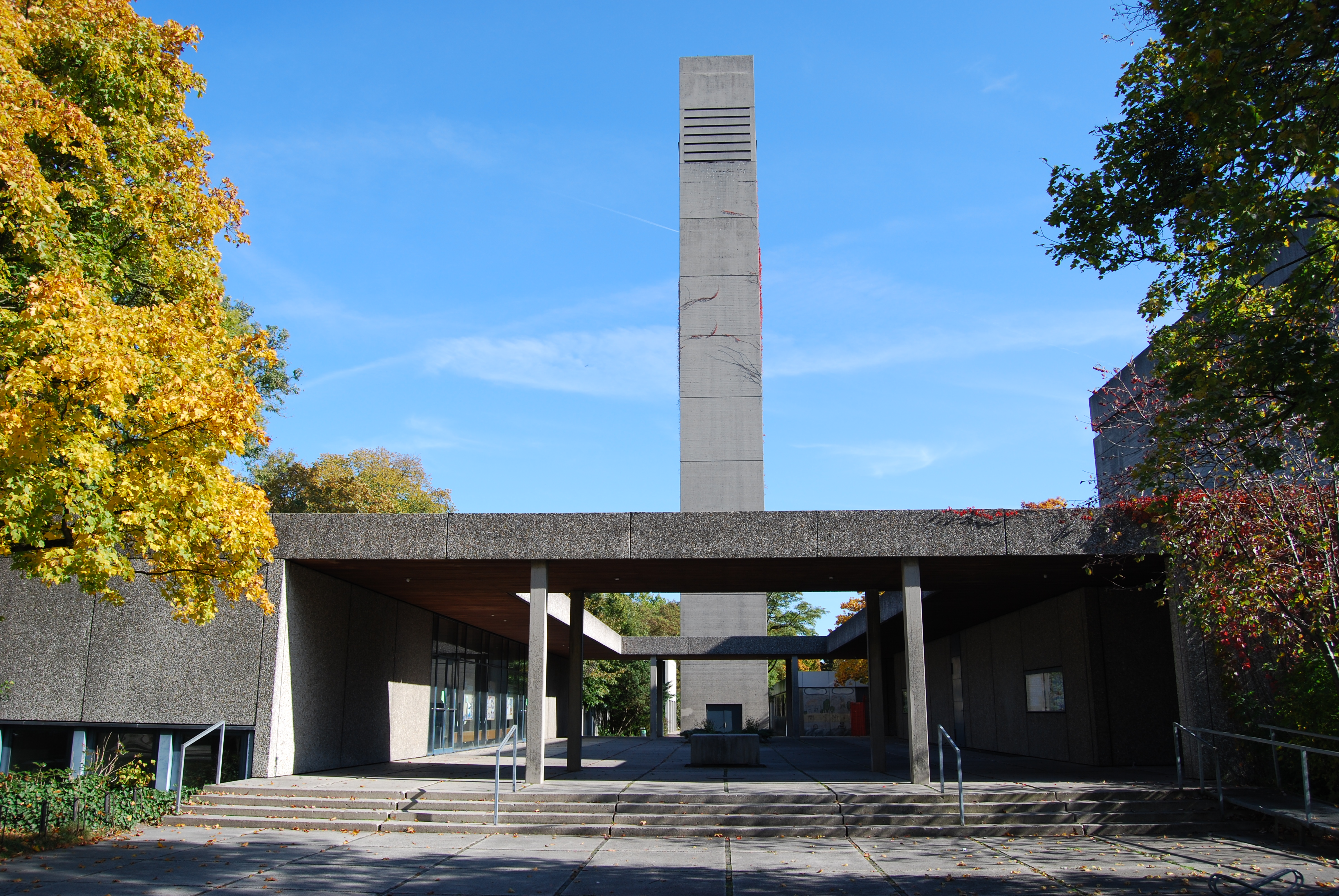
St. Mauritius, München (1967)

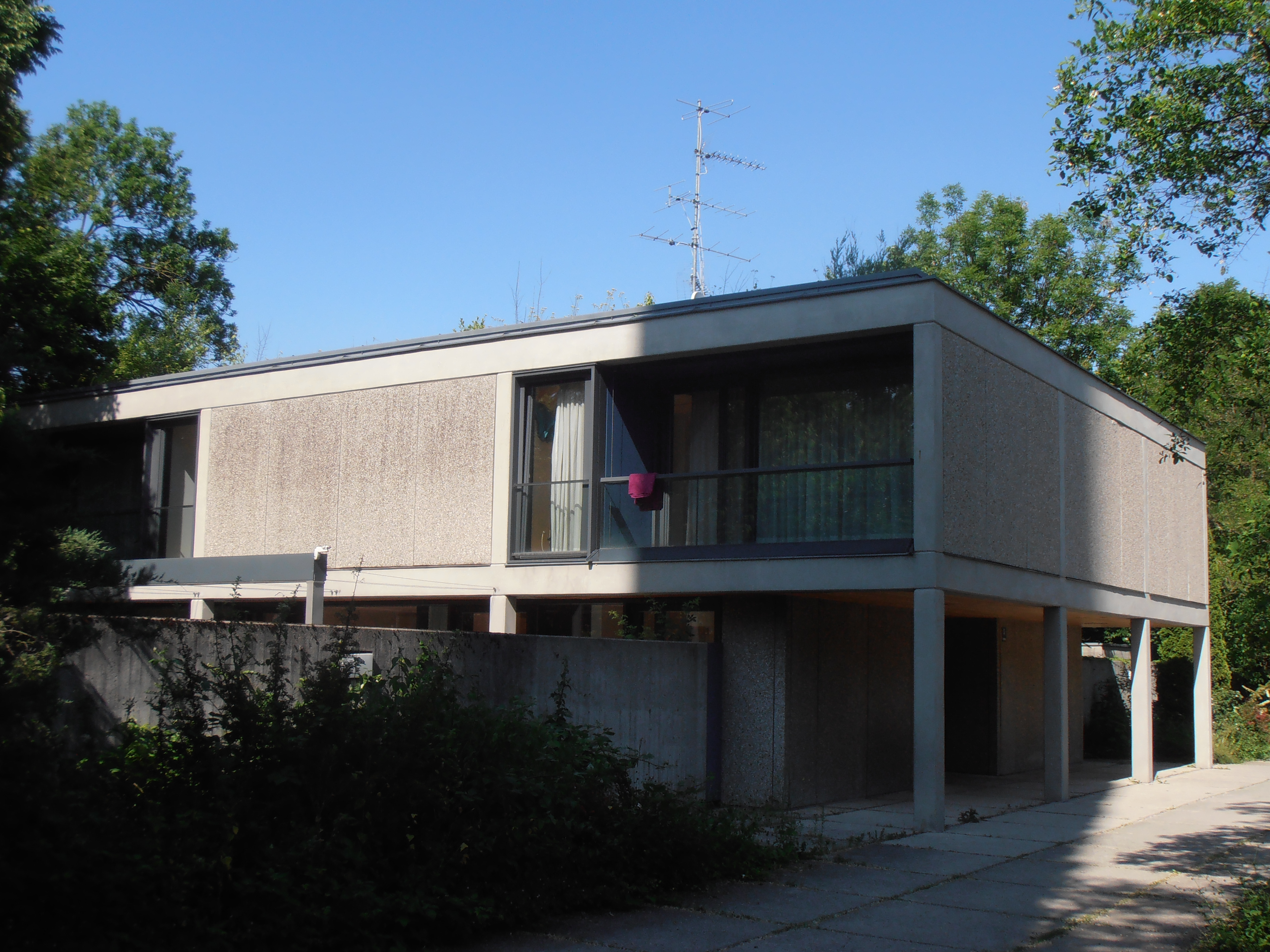
St. Mauritius, München (1967)

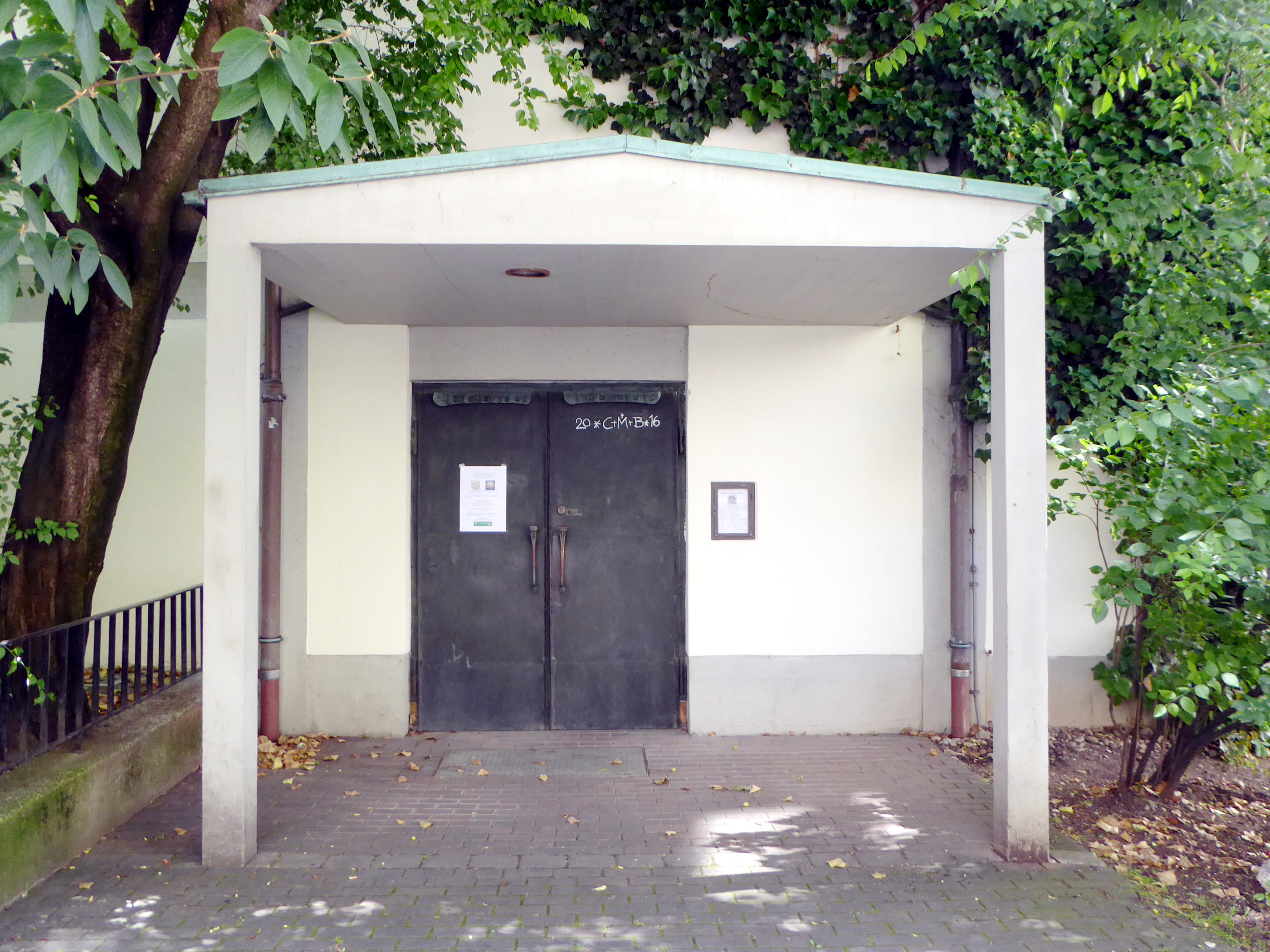
Herz-Jesu-Kloster, München (1955)

- 1950–1951: Westliche Erweiterung der Wohnheimsiedlung Maßmannplatz mit Erik Braun, Wolfgang Fuchs, Herbert Groethuysen, Gordon Ludwig, Jakob Semmler, Grete und Werner Wirsing

in Partnerschaft mit Alexander Freiherr von Branca:
- 1953–1955: Kloster Mädchenwohnheim und Klosterkirche Herz Jesu Schwestern vom Göttlichen Erlöser, Buttermelcherstraße in München

als Mitglied der Architektengemeinschaft Groethuysen, Schreiber, Sachsse:
- 1963–1970: Verwaltungsgebäude des Süddeutschen Verlags „Schwarzes Haus“
- 1965–1967: Kirchenzentrum St. Mauritius[4][5], Moosach
- 1952–1956: Herz-Jesu-Kloster[6] mit Alexander Freiherr von Branca, München
- 1959–1960: vier Punkthochhäuser, Hasenbergl
- 1962–1964: Katholische Pfarrkirche St. Karl Borromäus, Fürstenried Ost[7]
- 1981–1984: Messehalle 4, Frankfurt mit Hans Maurer, P. Otzmann und Werner Wirsing
- 1995: Neubau der Pfarrkirche St. Elisabeth in München-Haidhausen

## Auszeichnungen und Preise
- 1961: Förderpreis für Architektur der Landeshauptstadt München